# Возрождение (Ставропольский край)
Возрожде́ние — хутор в составе Минераловодского района (городского округа) Ставропольского края России.

## География
Расстояние до краевого центра: 135 км. Расстояние до районного центра: 7 км.

## История
Хутор Возрождение основан в 1923 году. В административном отношении входил в состав сельсовета при городе Минеральные Воды Минераловодского района Терского округа. По данным Всесоюзной переписи населения 1926 года состоял из 13 дворов; общее число жителей составляло 80 человек (42 мужчины и 38 женщин); преобладающая национальность — малороссы.
До 2015 года находился в составе сельского поселения Ленинский сельсовет Минераловодского района Ставропольского края.

## Население
| 1926 | 1989 | 2002 | 2010 | 2014 |
| ---- | ---- | ---- | ---- | ---- |
| 80   | ↗139 | ↘133 | ↘124 | ↘100 |

По данным переписи 2002 года, 88 % населения — русские.